# آنیتا (فیلم ۱۹۶۷)
آنیتا (به انگلیسی: Anita) فیلمی هندی محصول سال ۱۹۶۷ و به کارگردانی راج کوسلا است. در این فیلم بازیگرانی همچون مانوج کومار، سادهانا شیوداسانی، آی.اس. جوهر، کیشان محتا و ساجان ایفای نقش کرده‌اند.